# Phelsuma standingi
Phelsuma standingi este o specie de șopârle din genul Phelsuma, familia Gekkonidae, descrisă de Paul Ayshford Methuen și Hewitt 1913. A fost clasificată de IUCN ca specie vulnerabilă. Conform Catalogue of Life specia Phelsuma standingi nu are subspecii cunoscute.

## Galerie

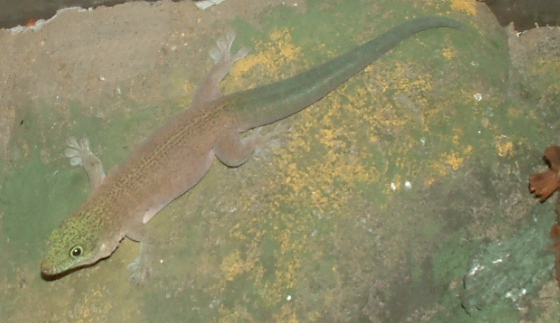
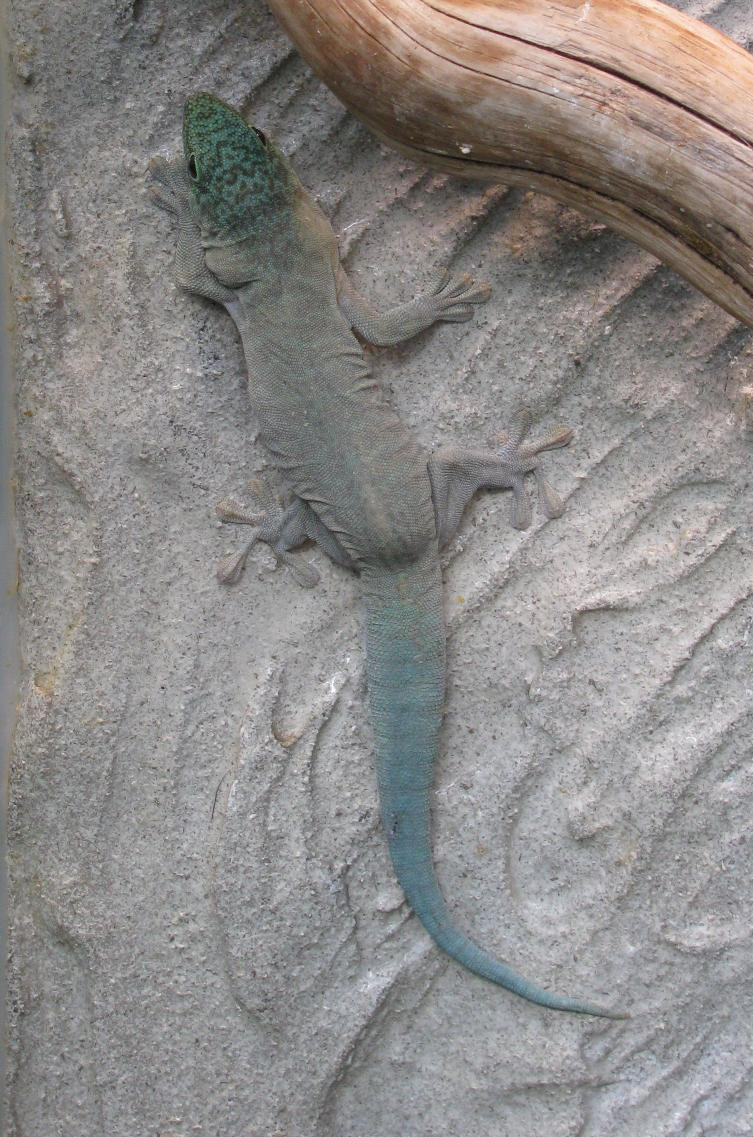